# Saltator atriceps
El pepitero cabecinegro (Saltator atriceps), también conocido como saltador de cabeza negra (en México), chica cabeza negra (en Honduras), saltator o saltador cabecinegro (en Costa Rica, México, Nicaragua y Panamá), picurero cabeza negra (en México) o saltador chorcha (en México), es una especie de ave paseriforme de la familia Thraupidae perteneciente al  numeroso género Saltator, anteriormente colocada en la familia Cardinalidae. Es nativo de México y América Central. 

## Distribución y hábitat
Se distribuye por la pendiente caribeña desde el sur de Tamaulipas (México), por Belice, Guatemala, Honduras, Nicaragua, y Costa Rica hasta el centro de Panamá. Por la pendiente del Pacífico del oeste y sur de México, Guatemala, El Salvador, Honduras, y Nicaragua, en el centro de Costa Rica y en el centro y oeste de Panamá.
Esta especie es un generalista de los bordes de bosques, de húmedos a semiáridos, crecimientos secundarios de baja densidad, pastajes arbustivas, jardines y plantaciones (es uno de los pájaros más comunes en plantaciones de café y cacao), generalmente cerca de agua. Ocupa todos los estratos, desde el sotobosque hasta el dosel, pero parece ser más común desde el estrato medio al dosel. Hasta los 1800 m de altitud.

## Sistemática

### Descripción original
La especie S. atriceps fue descrita por primera vez por el naturalista francés René Primevère Lesson en 1832 bajo el nombre científico Tanagra (Saltator) atriceps; su localidad tipo es: «México, restingido posteriormente para Veracruz».

### Etimología
El nombre genérico masculino «Saltator» proviene del latín «saltator, saltatoris» que significa ‘bailarín’; y el nombre de la especie «atripennis» se compone de las palabras del latín  «ater»: ‘negro’, y «ceps»: ‘de cabeza’.

### Taxonomía
El género Saltator era tradicionalmente colocado en la familia Cardinalidae, pero las evidencias genéticas demostraron que pertenece a Thraupidae, de acuerdo con Klicka et al (2007). Estas evidencias también muestran que la presente especie es hermana de Saltator atripennis, y el par formado por ambas es hermano de S. maximus.

### Subespecies
Según la clasificación Clements Checklist/eBird v.2019 se reconocen seis subespecies, con su correspondiente distribución geográfica:
- Saltator atriceps atriceps (Lesson), 1832 – pendiente caribeña desde México a Guatemala y este de Costa Rica.
- Saltator atriceps suffuscus Wetmore, 1942 – sureste de México (Sierra de los Tuxtlas en el sureste de Veracruz)
- Saltator atriceps flavicrissus Griscom, 1937 – oeste de México (centro de Guerrero).
- Saltator atriceps peeti Brodkorb, 1940 – pendiente del Pacífico del sur de México (Chiapas y adyacencias de Oaxaca).
- Saltator atriceps raptor (Cabot), 1845 – sureste de México (Yucatán, Quintana Roo y Campeche).
- Saltator atriceps lacertosus Bangs, 1900 – oeste de Costa Rica y Panamá (al este hasta la Zona del Canal).